# Lữ đoàn
Lữ đoàn (tiếng Anh:brigade) là một đơn vị biên chế của quân đội, thấp hơn cấp sư đoàn, cao hơn cấp tiểu đoàn, ngang cấp trung đoàn nhưng thường đông hơn với quân số từ 3500 đến 9000 tùy theo quân đội từng nước. Ở Hoa Kỳ, lữ đoàn đôi khi gồm hai trung đoàn. Lữ đoàn có thể nằm trong một sư đoàn- trước đây là lữ đoàn bộ binh. Lữ đoàn cũng có thể là đơn vị độc lập- khi đó thường là đơn vị của các binh chủng phối hợp như pháo binh, tăng-thiết giáp, nhảy dù, đặc công.

## Lữ đoàn trong Quân đội Nhân dân Việt Nam
Lữ đoàn trong quân đội nhân dân Việt Nam thường bao gồm các lữ đoàn bộ binh và lữ đoàn binh chủng.
+ Lữ đoàn bộ binh đủ quân có quân số chiến đấu 
khoảng 3.500 người. Trong lịch sử quân đội nhân dân Việt Nam, ít tổ chức biên chế lữ đoàn bộ binh, chỉ có một số đơn vị từng tồn tại như Lữ đoàn 52 (quân khu 5), lữ đoàn 82 (quân khu 2)....Trong một số trường hợp, trung đoàn bộ binh được biên chế thêm 1 tiểu đoàn và một số đơn vị binh chủng để trở thành lữ đoàn. Đến nay, hầu hết các lữ đoàn bộ binh thông thường đã giải thể.
Trong tổ chức của hải quân và quân khu, có một số đơn vị cấp lữ đoàn hỗn hợp thành phần cả bộ binh, pháo binh, ra đa, phòng không, thiết giáp được tổ chức để bảo vệ vùng hải đảo, đổ bộ bờ biển như lữ đoàn 950 quân khu 9 bảo vệ Phú Quốc, Lữ đoàn 242 của quân khu 3 bảo vệ vùng quần đảo Đông Bắc, Lữ đoàn 146 của Hải quân bảo vệ Trường Sa, Lữ đoàn Hải quân đánh bộ 147, 101. Tổ chức của lữ đoàn bộ binh thông thường bao gồm:
- Lữ đoàn bộ binh: Bộ Chỉ huy lữ đoàn (5 người: Lữ đoàn trưởng, Chính ủy, 2 Lữ đoàn phó, 1 Phó Chính ủy). Các phòng trực thuộc: Tham mưu, chính trị, hậu cần, kỹ thuật. Khác với cấp sư đoàn, Phòng trực thuộc Lữ đoàn chỉ có các trợ lý, không tổ chức thành các Ban
- 4 tiểu đoàn bộ binh
- 1 tiểu đoàn pháo, thông thường là hỏa lực mang vác.
- 1-2 đại đội súng máy phòng không đến 1 tiểu đoàn phòng không
- Có thể biên chế thêm 1 đại đội - 1 tiểu đoàn tăng - thiết giáp
- Các đại đội binh chủng đảm bảo chiến đấu: công binh, thông tin, trinh sát, quân y, vệ binh, vận tải

+ Lữ đoàn binh chủng thường bao gồm 3-4 tiểu đoàn chiến đấu, 1-2 tiểu đoàn kỹ thuật phục vụ chiến đấu. Hầu hết các đơn vị binh chủng trực thuộc quân chủng, quân khu, quân đoàn, binh chủng đều được tổ chức thành cấp lữ đoàn. Tuy nhiên, một số đơn vị binh chủng tuy mang phiên hiệu lữ đoàn, nhưng thực chất biên chế tổ chức chỉ như 1 trung đoàn như Lữ đoàn hóa học 86. Tổ chức 1 lữ đoàn tăng thiết giáp gồm 80-100 xe, Lữ đoàn pháo binh, cao xạ gồm 4-5 tiểu đoàn, 40-50 khẩu.
+ Lữ đoàn gồm khoảng 10.000 đến 25.000 quân nhân.